# Алек (књига)
Алек је први роман драмског писца Вилијама ди Канција, објављен 2021. године. Роман препричава и наставља причу о геј роману Морис Е.М. Форстера, који је први пут написан између 1913. и 1914. године, ревидиран током Форстеровог живота и објављен тек након његове смрти 1971. године. Као што наслов сугерише, Алек је испричан из перспективе Алека Скадера, љубавника главног лика књиге Мориса из радничке класе. Александер Чи описује Алека као „роман какав Морис никада не би могао бити, пун секса и рата, смрти и мучења.“